# Isländischer Sprachpurismus
Auch in Island ist die Sprache seit jeher wesentlicher Kulturträger: Ihre hohe Wertschätzung macht sie zum eigentlichen Symbol nationaler Identität. Deshalb wird das Eindringen von Wörtern aus anderen Sprachen als eine Gefährdung der eigenen Kultur aufgefasst, das man in Grenzen halten muss.
Auf Island sind die Hauptbegriffe dieser Bewegung:
- málvernd – Sprachschutz oder Sprachverteidigung
- málrækt – Sprachpflege
- málhreinsun – Sprachreinigung, was Sprachpurismus allgemein bezeichnet.

Dabei sind mehrere Ziele zu unterscheiden: einmal das Bestreben, die Sprache möglichst unvermischt mit Wörtern aus anderen Sprachen zu erhalten, zum anderen vorhandene Entlehnungen auszustoßen, und zum dritten überhaupt jeglichen sprachlichen Wandel zu begrenzen.

## Heutiges Isländisch
Der Charakter des Isländischen als einer „reinen“, fremdwortarmen bzw. lehnwortarmen Sprache ist das Ergebnis dieser hreintungustefna (Sprachreinheitsbewegung), die eine über 400-jährige Tradition auf Island hat, aber an die einheitliche Formung und frühe literarische Fixierung der isländischen Sprache anknüpfen kann.
Eine Voraussetzung für den Erfolg der Sprachreinigungsbewegung, die sich auf eine eigengesetzliche Reinheit der isländischen Sprache beruft, ist die weit vom europäischen Festland entfernte Lage der Insel. Die große Welle der durch den Hanse-Handel bedingten Entlehnungen aus dem Mittelniederdeutschen erreichte Island nur in geringem Maße und meist vermittelt durch das Dänische, das seit dem 14. Jahrhundert als Sprache der Kaufleute und Beamten in der von Dänemark beherrschten Wirtschaft und Verwaltung im Gegensatz zum Isländischen stand. Im Laufe der erst kulturellen und weit später politischen Befreiung des Landes wurden dänische Wörter dann systematisch durch isländische ersetzt.  Trotzdem haben viele tökuorð (Lehnwörter) ihre Stellung im Isländischen behalten, deren Entlehnung in der Zeit kurz vor oder während der schriftlichen Festlegung erfolgte. Dasselbe gilt für Lehnwörter, die noch, bevor man vom Isländischen überhaupt sprechen kann, in die germanischen Sprachen gelangt waren.

## Geschichte
Erste Zeugnisse für die Beschäftigung der Isländer mit ihrer eigenen Sprache und die Verwendung derselben sind erstens der Mitte des 12. Jahrhunderts entstandene Erste Grammatische Traktat, in dem der Schreiber jedem Laut seiner Muttersprache unter Verwendung des lateinischen Alphabets einen eigenen Buchstaben zuordnet und zweitens die früh einsetzende eigene Geschichtsschreibung, die von Aris um 1120 entstandenem Íslendingabók angefangen, über das Landnámabók, der Darstellung der Besiedlung, bis Snorri Sturlusons Heimskringla reicht, die zeitlich und thematisch gerade der lateinisch abgefassten Gesta Danorum des Saxo Grammaticus entspricht. Vor allem aber sprechen die Prosaliteratur der Islendingasögur und Snorris Skaldenpoetik (Prosa-Edda) deutlich von der Würdigung der eigenen Sprachkultur.

### 16. und 17. Jahrhundert
Die sprachpflegerische Bewegung beginnt auf Island zur Zeit der Reformation mit zwei großen Gestalten der isländischen Geistesgeschichte, dem Bischof zu Hólar Guðbrandur Þorláksson (1542–1627), der 1584 seine Bibelübersetzung, die berühmte Guðbrandsbiblía und mehrere Schriften isländischer Autoren herausgab, und mit Arngrímur Jónsson, dem Gelehrten (1568–1648), der als der Begründer der nordischen Philologie auf Island gilt. Nicht nur als Schriftsteller, sondern vor allem durch ihre gemeinsame Tätigkeit als Verleger nahmen sie großen Einfluss auf Wortgebrauch und Rechtschreibung. Zum Musterbeispiel eines stilistisch und lexikalisch gepflegten Sprachgebrauches wurde Arngrimurs Erbauungsschrift Eintal sólarinnar, eine 1599 erschienene Übersetzung aus dem Lateinischen. Aber bereits vor Arngrímur hatte ein isländischer Autor 1588/1589 die isländische Sprache als eine der Hauptsprachen der Welt, die bereits bei der babylonischen Sprachverwirrung entstanden sei, bezeichnet. Arngrímur hielt das Isländische für einen Zweig der alten gotischen Sprache, der im gesamten Nordseeraum verbreitet gewesen sei. Diese Einschätzung, Isländisch dem klassischen Latein oder Griechisch zur Seite zu stellen, war vom kontinentalen Humanismus beeinflusst. Die Idee der Ursprünglichkeit der isländischen Sprache blieb unangefochtene Auffassung bis hin zum Sprachforscher Rasmus Christian Rask zu Beginn des 19. Jahrhunderts.

### 18. Jahrhundert
Zu den bedeutendsten Figuren der málstefna, der Sprachbewegung auf Island im 18. Jahrhundert, zählt der Dichter und Naturforscher Eggert Ólafsson (1726–1768). Auf ihn geht die heutige Rechtschreibung des Isländischen zurück, die sich sehr stark am Altisländischen orientiert. Damit wird eine Kontinuität vorgestellt, die zwar auf der Seite des Wortschatzes größtenteils besteht, aber die tiefgreifende Wandlung des Vokalsystems nicht berücksichtigt, die seitdem stattgefunden hat. Aus dem altisländischen Quantitätssystem mit Lang-Kurz-Opposition der Vokale wurde ein Qualitätssystem, der Strich über den Vokalen in der Schreibung bedeutet nicht mehr deren Länge, sondern einen anderen Laut.
Eine große Herausforderung für die isländischen Sprachen war die Zeit der Aufklärung. Die Frage war, ob die Bezeichnungen für neue Gerätschaften und Begriffe entlehnt werden sollten. Man entschied sich für die Neuwortproduktion. Die Tätigkeit der isländischen Gesellschaft Hið íslenzka bókmenntafélag, die 1779 in Kopenhagen gegründet wurde, war in diesem Zusammenhang von großer Bedeutung. Ihr Jahrbuch, das sie von 1779 bis 1799 herausgab, hatte eine breite Wirkung auf die isländische Bevölkerung. Hierin wurde aufgerufen, die Sprache möglichst rein zu halten und neue Wörter aus Material der eigenen Sprache zu bilden. Grundsatz dabei war die Allgemeinverständlichkeit, die durch eine größtenteils beschreibende Wortbildung erreicht wurde.

### 19. und 20. Jahrhundert
Im 19. Jahrhundert ist die sprachpflegerische Bewegung unmittelbar mit der Zeitschrift Fjölnir (herausgegeben von 1835 bis 1839 und 1844 bis 1847) verbunden, die von vier jungen Isländern (Konráð Gíslason, Jónas Hallgrímsson, Bryjólfur Péturson, Tómas Sæmundsson) in Kopenhagen herausgegeben wurde. Zu den hervorragendsten Fjölnir-Autoren zählt Islands großer national-romantischer Dichter Jónas Hallgrímsson, der vor allem Heine und Ossian übersetzt hat. Mit seiner 1842 veröffentlichten Übersetzung eines Lehrbuchs der Astronomie (Stjörnufræði) gab er das Vorbild einer Übersetzung wissenschaftlicher Literatur. Viele seiner Neubildungen sind fester Bestandteil der isländischen Sprache geworden (Sími – Telefon; aðdráttarafl – Anziehungskraft; hitabelti – Tropen; sjónauki – Teleskop; samhliða – parallel). Konráð Gíslason (1808–1891), Professor für altnordische Sprachen an der Universität Kopenhagen, war 1851 der Herausgeber des ersten dänisch-isländischen Wörterbuches.
1964 wurde die staatlich unterstützte Íslensk málnefnd („Isländische Sprachkommission“) gegründet, die Neuwortkataloge erstellt und verbreitet. Schon seit Anfang des 20. Jahrhunderts gibt es solche systematischen Kataloge, in denen Neuwörter besonders einzelner Fachwortschätze verzeichnet sind.